# 進賢門 (南昌)
進賢門，南昌明代七大城門之一，又名撫州門或望仙門。其遺址位於今南昌永叔路、雩都街（系馬樁）、繩金塔街交匯處。據載，當時此處城廓內外多農田菜地，運肥挑菜的農家從早到夜川流不息。

## 外部參考
- . 华夏经纬网. 2023-08-28  [2024-03-10]. （原始内容存档于2024-03-10）.
- . 华夏经纬网. 2018-01-16  [2024-03-10]. （原始内容存档于2024-03-10）.

Template:七門九洲十八坡